# منظمة ثنائيي الجنس العالمية

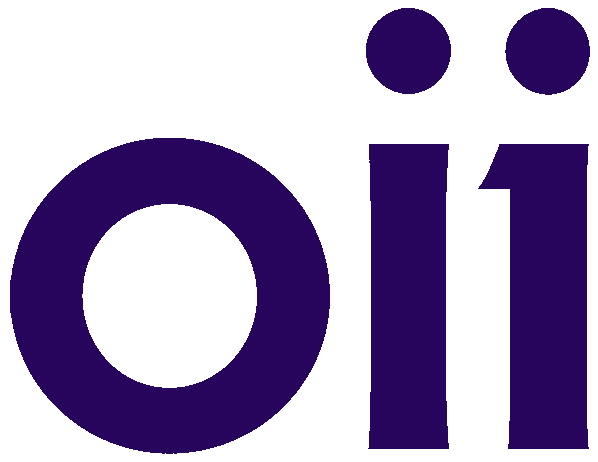

منظمة ثنائيي الجنس العالمية (بالإنجليزية: Organisation Intersex International)‏ اختصارا (OII) منظمة حقوقية، غير ربحية أو حكومية. اُسست سنة 2003 برئاسة كيرتيس هينكل ويقع مقرها في مقاطعة كويبيك الكندية، تجمع نخبة مختصين ومعنيين بحقوق ثنائيي الجنس.
هي منظمة مكرّسة لإحداث تغيير في النظام لوضع حد للخوف ووصمة العار التي يعاني منها الأطفال والكبار على حد سواء نتيجة الممارسات التطبيعية التعسفية تجاه الأشخاص الذين ولدوا بأجساد غير نمطية، ونتيجة الفرض القسري للهوية الجنسية دون علم وموافقة الشخص المعني بالأمر.
كما ترفض المنظمة أي تصنيف مرضي لثنائية الجنس مثل اختلال في النمو الجنسي وتسعى للدفاع عن حقوق ثنائيي الجنس عبر مساعدة الناس على فهم أن ليس هناك جنسين نمطيين فقط، بل يوجد تشكيلات مختلفة على صعيد الجنس والجندر.
تسلّم منظمة ثنائيي الجنس العالمية بأن الهوية الجنسية الحقيقية للفرد تتحدد من خلال خبرته الشخصية بذاته وغيرها من العوامل النفسية، وأن أي فرض قسري للهوية الجنسية دون علم وموافقة من قبل الطفل المعنيّ بالأمر يعد انتهاكا أساسيا لحقوق الإنسان.